# Mein Kopf ist ein brutaler Ort
Mein Kopf ist ein brutaler Ort ist eine im Jahr 2012 gegründete deutsche Metal-Band aus Frankfurt am Main. Die Musik der Band ist eine Mischung aus Thrash, Metalcore und Groove Metal, hinzu kommen Elemente von Hardcore und Stoner Rock. Besonderes Markenzeichen der Band ist der zweistimmige, deutschsprachige Shout-Gesang.

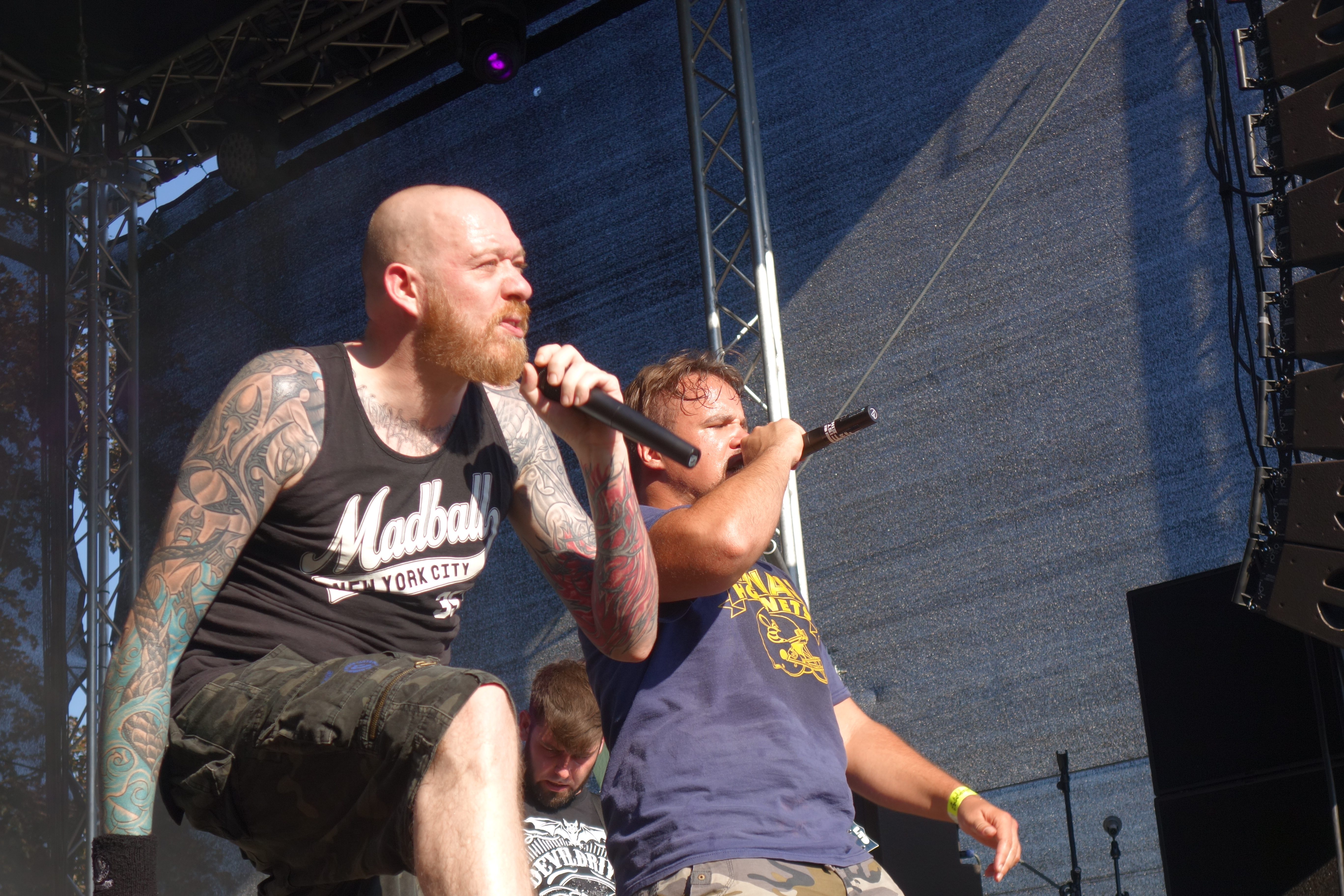
Die beiden Shouter Patrick Schuch und Christian Schmidt (von links) auf der Batschkapp-Bühne beim Frankfurter Museumsuferfest 2016

## Geschichte

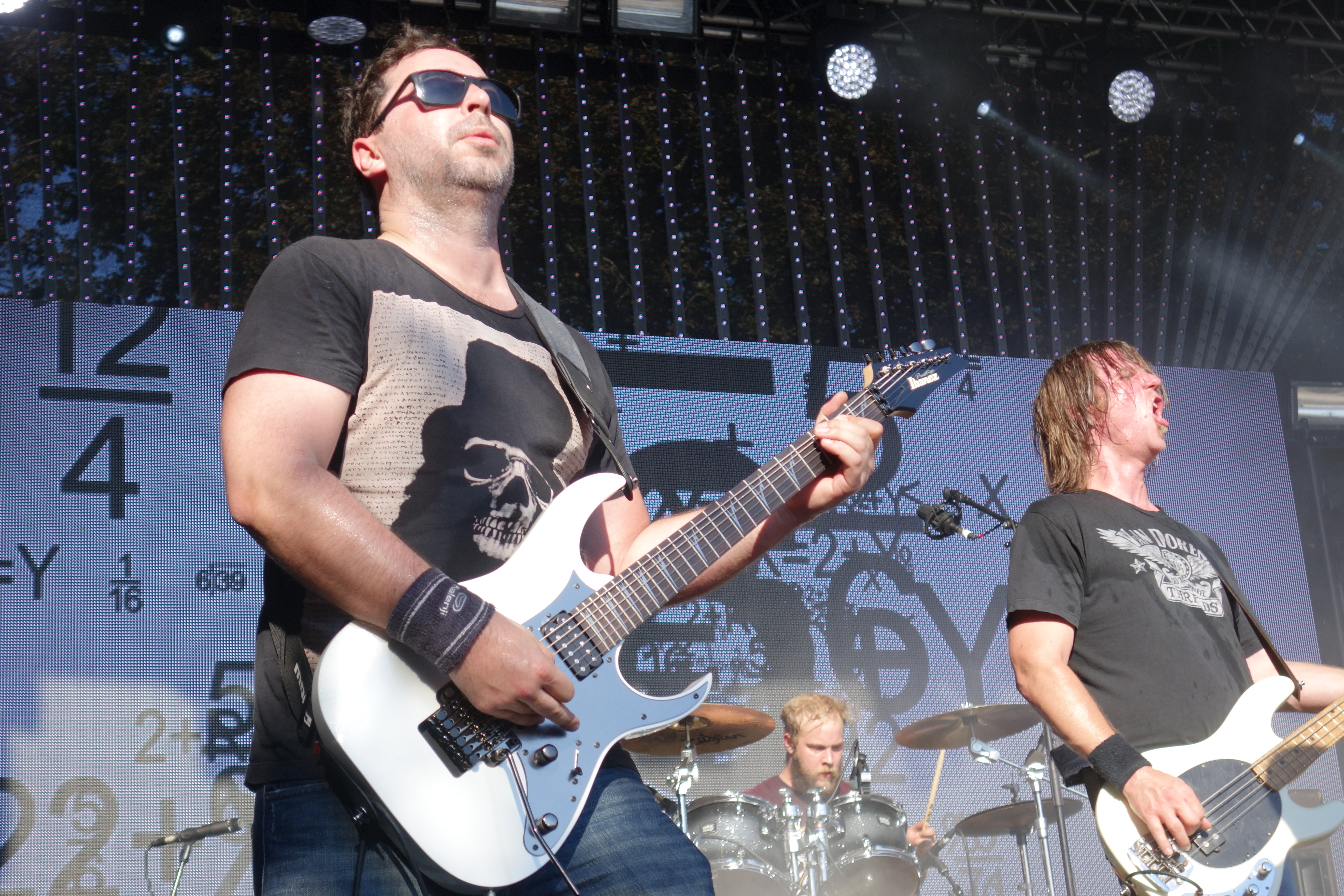
Anthony Fay, Jonathan Mehrhart und Jürgen Hetz (von links)

### Gründung und Debüt-EPNeue Deutsche Schelle
Nach Auflösung ihrer Vorgängerband Unknown Darkness begannen Sänger Christian Schmidt, Gitarrist Ralf Zimmermann und Gitarrist Stefan Richter 2011 zusammen mit dem ehemaligen Schlagzeuger der Band Ground-Inch Jens Berninger ihre Proben für eine neue musikalische Ausrichtung. 2012 komplettierten Bassist Jürgen Hetz sowie Sänger Patrick Schuch die Band.
2013 wurden die ersten Konzerte gespielt und die von Michael Heiliger produzierte EP Neue Deutsche Schelle aufgenommen, die beim Label The Finest Noise erschien. Im Magazin Rock Hard attestierte Patrick Schmidt "eine extrem lässige Mischung aus Hardcore, Thrash und Nu Metal", verglich Mein Kopf ist ein brutaler Ort ("ein durchaus bemerkenswerter Bandname, der haften bleibt") mit Schweisser und vergab 7 von 10 möglichen Punkten.

### Besetzungswechsel und DebütalbumBrutalin
Im Jahr 2014 ersetzten Schlagzeuger Jonathan Mehlhart und Gitarrist Anthony Fay die kurz zuvor ausgestiegenen Jens Berninger und Stefan Richter. Mit diesen beiden wurde das Debütalbum  Brutalin aufgenommen, dass ebenfalls von Michael Heiliger produziert und in den Presskopp Studios aufgenommen wurde. 2015 wurde das Album von The Finest Noise/Timezone veröffentlicht. Die Kritiken bescheinigen der Band einen „unverkennbaren Eigensinn“ und weisen auf eine „[…] durchweg unterhaltsamen Platte: schnörkellos mit Gang-Shouts versehen […] und mit einer Menge Fun bei gleichzeitigem Ernst und Zielstreben.“ hin. Im Rock Hard vergab Patrick Schmidt 7,5 von 10 möglichen Punkten und erkannte "einen wesentlich metallischeren Anstrich, was Vergleiche zu Pantera oder Lamb of God heraufbeschwört. In Kombination mit den intelligenten, lesenswerten deutschen Texten ergibt sich daraus ein sehr originelles Gebräu mit viel Groove und Härte".

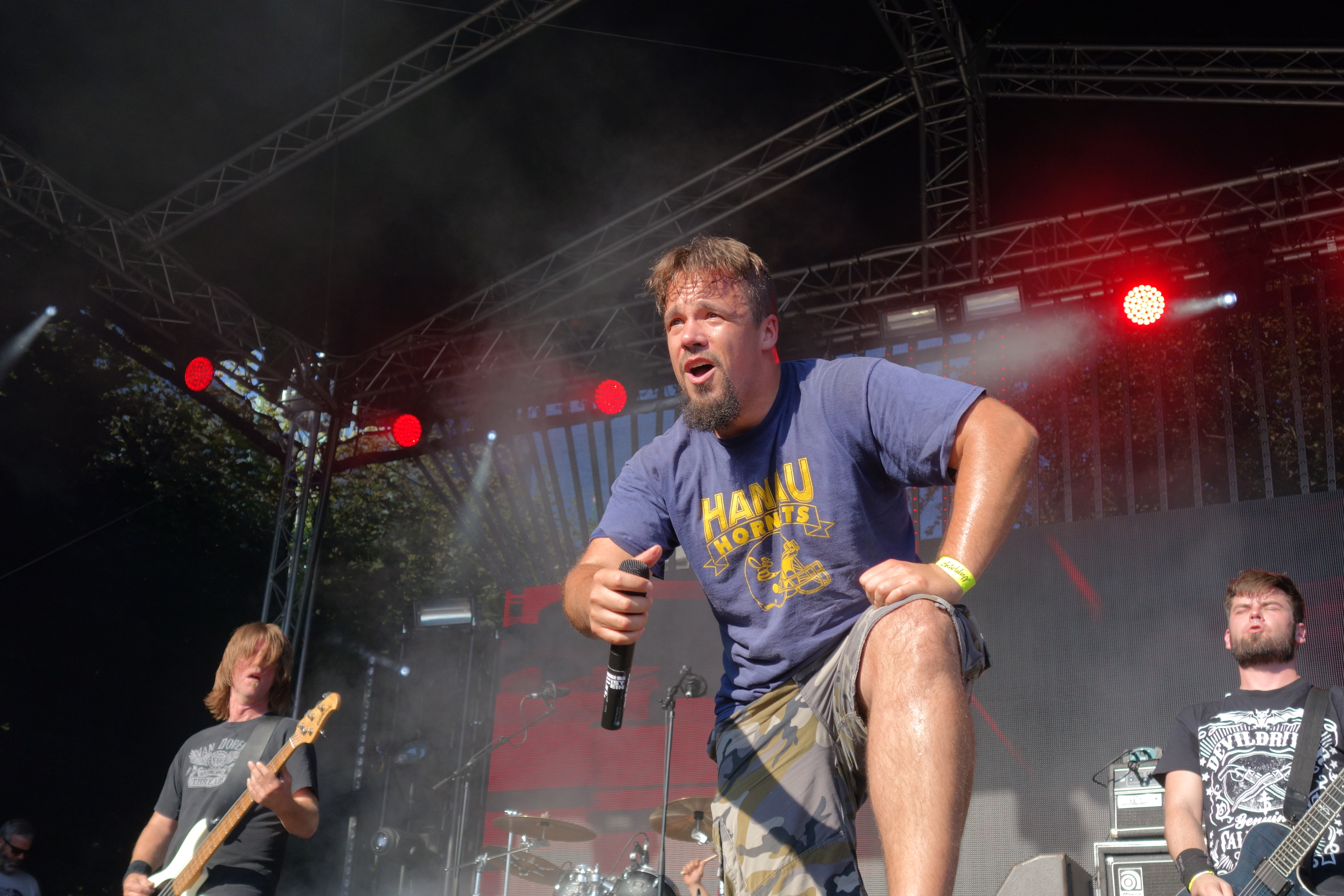
Jürgen Hetz, Christian Schmidt und Ralf Zimmermann (von links)

Die Auskopplung „Ich bereue nichts“ wurde auf dem Heftsampler von Legacy Nr. 100 sowie Ox-Fanzine Nr. 124 veröffentlicht.

### Seit 2017 –Selbstmitleitkultur
Mein Kopf ist ein brutaler Ort ging auf Tournee mit Doyle Wolfgang von Frankenstein sowie (hed)p.e. und spielte weitere Konzerte, u. a. mit Pro-Pain, Lionheart, Destruction, In Other Climes und Billy the Kid.
2017 begannen auch die Arbeiten für das zweite Album Selbstmitleitkultur, das erneut den Presskopp Studios aufgenommen wurde und am 21. September 2018 veröffentlicht wurde. "„Selbstmitleitkultur“ ist wahrlich ein Brecher geworden, keine Kompromisse (...). Das Duo Christian Schmidt und Patrick Schuch ist in der Szene so einzigartig wie unschlagbar", bilanzierte das Online-Portal Haiangriff. "Hardcore-Metal mit deutschen Texten war selten besser", bilanzierte Andras Schiffmann auf Musikreviews.de, "ihr zweiter Longplayer schlägt in die gleiche Kerbe wie der erste, kommt aber inhaltlich dem Zeitgeist entsprechend geupdated daher und markiert unter Songwriting-Gesichtspunkten einen Fortschritt.".
Im Interview mit dem Totentanz-Magazin sagte Christian Schmidt zur textlichen Ausrichtung: "Auf der einen Seite haben wir eine Verrohung der Sprachkultur bemerkt und gesehen, wie Extremisten immer mehr Gefolgsleute um sich sammeln. Vieles davon hat uns beunruhigt (...). Auf der anderen Seite haben wir eine etwas introvertierte Perspektive eingenommen und uns damit befasst, sich selbst nicht genügen zu können. Und dann gibt es da noch Songs, die das Leben feiern."

## Diskografie

### Studioalben
- 2015: Brutalin
- 2018: Selbstmitleitkultur
- 2022: Ton Steine Sterben

### EPs
- 2013: Neue deutsche Schelle